# Borsäuretriisopropylester
Borsäuretriisopropylester ist eine chemische Verbindung aus der Gruppe der Borate.

## Gewinnung und Darstellung
Die Verbindung kann durch Reaktion von Isopropylalkohol mit Bortrioxid oder Reaktion von Borsäure mit Isopropylalkohol und Thionylchlorid gewonnen werden.

## Eigenschaften
Borsäuretriisopropylester ist eine farblose Flüssigkeit, die mischbar mit Ether, Ethanol, Isopropanol und Benzol ist.

## Verwendung
Borsäuretriisopropylester wird als Reagenz in der Palladium-katalysierten Kupplungsreaktion mit Arylhalogeniden wie der Suzuki-Reaktion (zum Beispiel bei der Herstellung von Losartan) eingesetzt. Es dient auch als Reagenz für die Herstellung von Borsäuren und Estern, als Lewis-Säurekatalysator und bei der Ortho-Borylierung von 1-substituierten Naphthalinen. Darüber hinaus spielt es eine Rolle als Katalysator für die Herstellung von Harzen, Wachsen, Farben und Lacken.